# Coelioxys pygidialis
Coelioxys pygidialis är en biart som beskrevs av Carlos Schrottky 1902. Coelioxys pygidialis ingår i släktet kägelbin, och familjen buksamlarbin. Inga underarter finns listade i Catalogue of Life.